# Chalcophora intermedia
Chalcophora intermedia es una especie de escarabajo del género Chalcophora, familia Buprestidae. Fue descrita científicamente por Rey en 1890.

## Distribución geográfica
Habita en la región paleártica.